# Chiapas-Bernstein

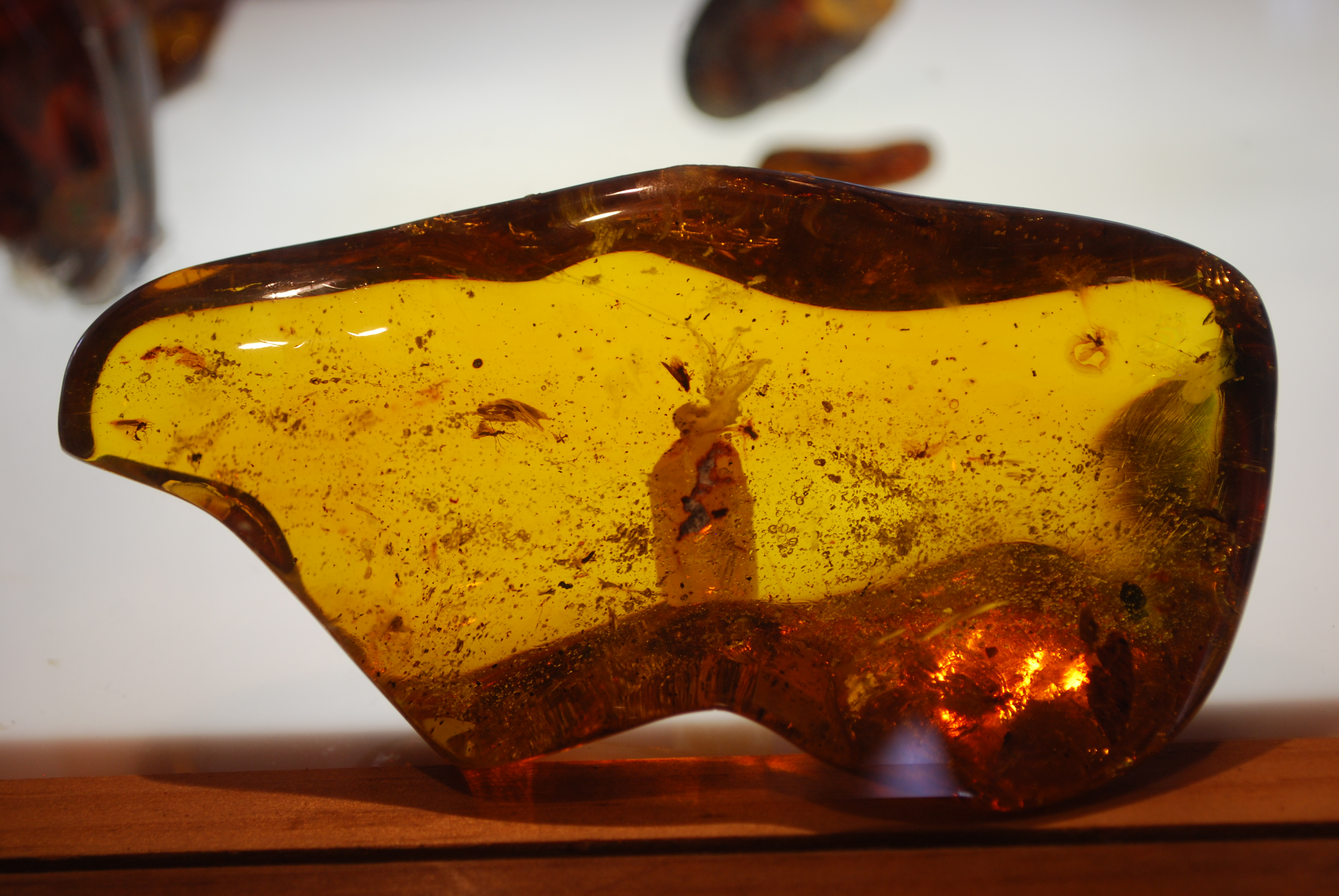
Bearbeiteter Chiapas-Bernstein. Museo del Ambar in San Cristóbal de Las Casas, Chiapas, México.

Chiapas-Bernstein ist die Bezeichnung für eine in der südmexikanischen Provinz Chiapas vorkommende Bernsteinvarietät, für die ein miozänes Alter (ca. 13 bis 20 Millionen Jahre) angenommen wird.

## Fundgebiet
Der in Kalksandsteinsedimenten mit Lignitlagen eingebettete Bernstein wird überwiegend im Gebiet des Municipio Simojovel gefunden. Die oftmals für Bernstein aus Chiapas verwendete Bezeichnung „Mexikanischer Bernstein“ ist insoweit irreführend, als Bernstein auch in anderen Gebieten Mexikos gefunden wird, wie etwa der im angelsächsischen Sprachraum als bacalite bezeichnete Bernstein kreidezeitlichen Alters in Baja California im Norden des Landes.

## Chemische und physikalische Merkmale
Der Bernstein rangiert farblich von transparent gelb bis dunkelrot. Die dunkelroten Exemplare werden meist nahe der Oberfläche gefunden; dies legt die Vermutung nahe, dass die Färbung auf Oxidation zurückgeht. Im Klassifikationssystem für fossile Harze von Anderson & Crelling ist Mexikanischer Bernstein der Klasse 1c zuzuordnen. Die Struktur der Harze dieser Kategorie ist durch Polymere und Co-Polymere labdanoider Diterpene charakterisiert und es fehlt Bernsteinsäure. Der Chiapas-Bernstein hat einen ungewöhnlich hohen Kohlenstoffgehalt bei dementsprechend geringem Sauerstoffanteil.

## Botanische Herkunft und Paläohabitat
Als Mutterpflanze des Harzes, aus dem Chiapas-Bernstein entstand, wird ein ausgestorbener Vertreter der Gattung Hymenaea angesehen. Poinar & Brown (2002) bezeichneten die Art als Hymenaea mexicana. Vermutlich handelt es sich um einen nahen Verwandten der heute noch in Mexiko wachsenden Spezies Hymenaea courbaril (in Mexiko unter dem Namen „Guapinol“ bekannt). Der miozäne „mexikanische Bernsteinwald“ wird auf der Grundlage der Bernsteininklusen als Teil eines Mangrovenwaldes oder zumindest als ein Waldgebiet in dessen unmittelbarer Nachbarschaft angesehen.

## Historie und wirtschaftliche Bedeutung

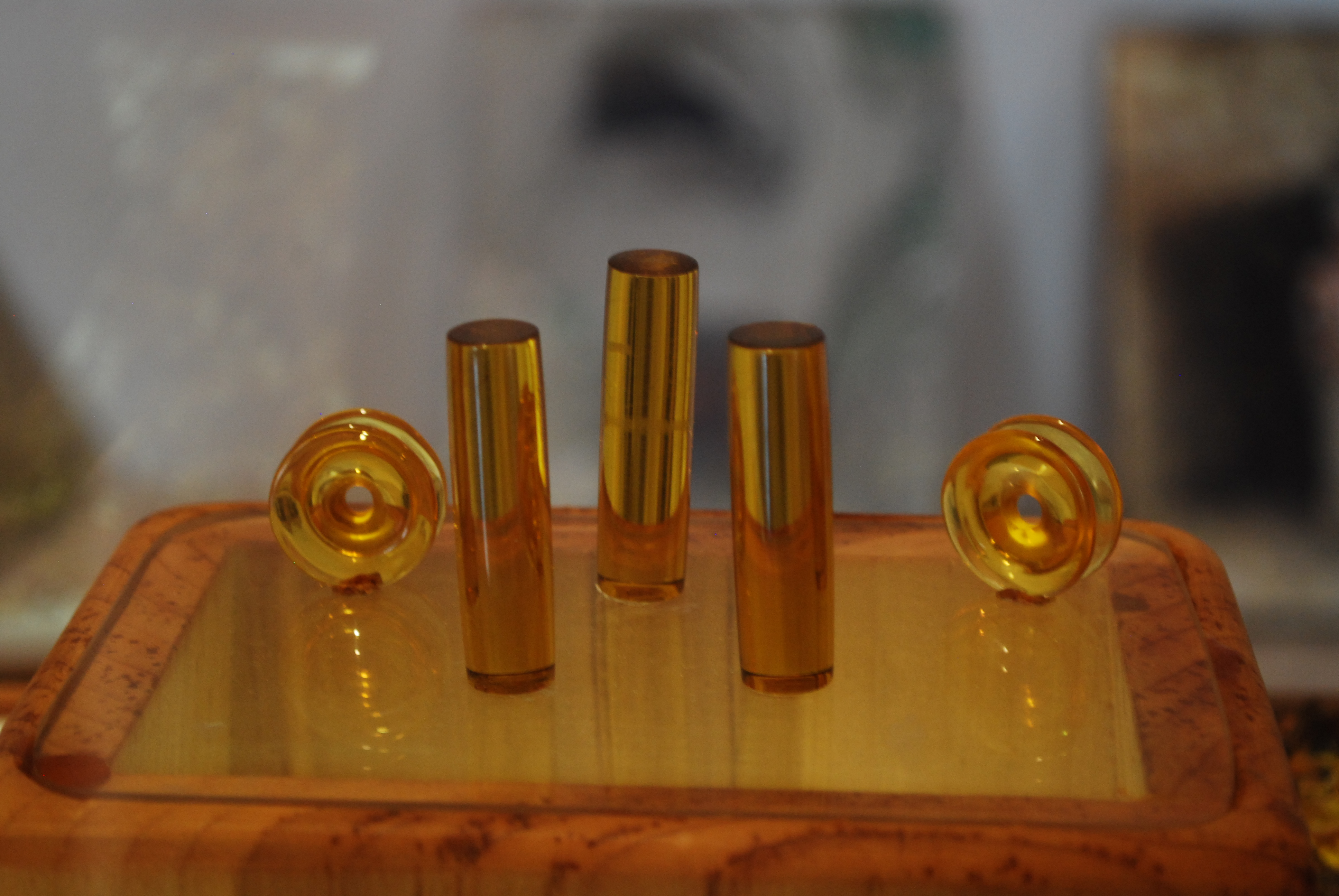
Reproduktionen präkolumbianischen Ohrschmucks aus Chiapas-Bernstein. Museo del Ambar in San Cristóbal de Las Casas, Chiapas, México.

Chiapas-Bernstein war den Bewohnern des Fundgebietes schon zu präkolumbianischer Zeit bekannt. Der Bernstein wurde von den Indianern zu Schmuck und kultischen Gegenständen verarbeitet und diente vermutlich auch als Zahlungsmittel. Schon die ersten spanischen Konquistadoren sollen von der Existenz der Bernsteinlagerstätte Kenntnis erlangt haben. Noch heute wird Bernstein von der Landbevölkerung aus selbst gegrabenen Stollen und Schächten gefördert. Die Gesamtausbeute wird auf 100 bis 200 Kilogramm im Jahr geschätzt und zum Teil in örtlichen Handwerksbetrieben zu Schmuck verarbeitet.

## Wissenschaftliche Sammlungen und Fossilien
Wissenschaftliche Erwähnung fand der Bernstein erstmals um die Wende vom 19. zum 20. Jahrhundert; ab den 1950er Jahren wird Chiapas-Bernstein systematisch wissenschaftlich bearbeitet.
Bedeutende wissenschaftliche Sammlungen Mexikanischen Bernsteins befinden sich im Staatlichen Museum für Naturkunde Stuttgart, der University of California, Museum of Paleontology, Berkeley, USA und im Museum of Paleontology in Tuxla Gutiérrez Chiapas, Mexiko. Die Stücke dieser Sammlungen enthalten mehrere Tausend organische Einschlüsse, darunter Vertreter aus mehr als 175 Arthropodenfamilien. Die Zusammensetzung der Fossilgesellschaft ähnelt der des gleichaltrigen Dominikanischen Bernsteins.